# Вельмезова, Екатерина Валерьевна
Екатери́на Вале́рьевна Вельме́зова (фр. Ekaterina Velmezova; 3 февраля 1973) — российский и швейцарский филолог, славист. Специалист по русской и чешской этнолингвистике и истории наук о языке. Профессор Лозаннского университета. Член правления ряда научных организаций.
Опубликовала первый в истории сборник чешских заговорных текстов (Вельмезова, 2004), исследует чешский и русский фольклор и пост-фольклор.
Автор крупнейшей монографии о Н. Я. Марре, в которой работы Марра вписываются в общий контекст науки о языке его эпохи.
Создатель оригинальной концепции исследования истории лингвистики с опорой на литературу (Вельмезова 2014).

## Биография
Окончила Московский государственный университет в 1996 году, работала научным сотрудником в Российской академии наук[уточнить].
В 2000 году в Институте славяноведения РАН под руководством Т. М. Николаевой защитила кандидатскую диссертацию по славистике, посвящённую чешскому языку и фольклору. С 2000 года преподаёт в Лозаннском университете.
В 2005 году в Лозаннском университете защитила докторскую диссертацию, посвящённую истории семантики; научный руководитель — Патрик Серио. За эту диссертацию удостоена приза филологического факультета Лозаннского университета. В 2007 году в Тулузском университете под руководством Роже Комте защитила диссертацию с присвоением учёной степени хабилитированного доктора.
С 2015 года занимает должность профессора в секции славянских и южноазиатских языков и цивилизаций (фр. Section de langues et civilisations slaves et de l'Asie du Sud) Лозаннского университета.

## Научная деятельность
Занимается исследованиями в области русской и чешской этнолингвистики, а также истории и эпистемологии наук о языке в Восточной и Центральной Европе. Этим темам посвящены три её монографии, многочисленные статьи и более десятка сборников, редактором и соредактором которых она является.
Является членом административного совета Общества истории и эпистемологии наук о языке (фр. Société d’histoire et d’épistémologie des sciences du langage) (Париж), официальным представителем швейцарских славистов в Международном комитете славистов, членом административного совета Общества Фердинанда де Соссюра (фр. Cercle Ferdinand de Saussure) (Женева). Является вице-президентом Центра лингвистики и наук о языке (фр. Centre de linguistique et des sciences du langage) при Лозаннском университете.

### Научные труды

#### Монографии
- Е. В. Вельмезова. Чешские заговоры: исслед. и тексты. — М.: Индрик, 2004. — 277 с. — (Традиционная духовная культура славян: ТДКС. Публикация текстов). — 500 экз. — ISBN 5-85759-263-1. Архивировано 1 октября 2015 года.
- Ekaterina Velmezova. Les lois du sens: la sémantique marriste. — Bern; Berlin; Bruxelles; Frankfurt am Main; New York; Oxford; Wien: Peter Lang, 2007. — Vol. 77. — 392 p. — (Slavica Helvetica). — ISBN 978-3-03911-208-1. Архивировано 1 октября 2015 года.
- Е. В. Вельмезова. История лингвистики в истории литературы. — М.: Индрик, 2014. — 414 с. — 300 экз. — ISBN 978-5-91674-302-9.

#### Основные статьи
- Вельмезова Е. В. Семантика пространства лечебного заговора: к типологии формул отсылки болезни (на примере восточнославянских, чешских и французских текстов) // Вестник Московского университета. Серия 9. Филология. — 1999. — № 4. — С. 50—60.
- Вельмезова Е. В. «Кузнечные заговоры» и текст кузнеца в чешской фольклорной традиции // Славяноведение. — 1999. — № 6. — С. 104—108.
- Ekaterina Velmezova. Le langage “artificiel” chez Ch. Bally: évolution ou révolution? (фр.) // Cahiers Ferdinand de Saussure. — Librairie Droz, 2004. — No 57. — P. 57—72. — ISSN 0068-516X. — JSTOR 27758698. Архивировано 5 октября 2015 года.
- Ekaterina Velmezova. La sémasiologie de M. Pokrovskij: entre l’Est et l’Ouest (фр.) // Slavica occitania. — 2006. — No 22. — P. 33—34. — ISBN 978-2-9538558-3-8. — ISSN 1245-2491. Архивировано 2 октября 2015 года.
- Ekaterina Velmezova. N.Ja. Marr's "New Theory of Language". Challenges and New Approaches (англ.) // Beiträge zur Geschichte der Sprachwissenschaft. — 2006. — Vol. 16, no. 1—2. — P. 141—157. — ISSN 0939-2815.
- Е. Вельмезова. На международной конференции «Густав Шпет и его наследие: к русским истокам структурализма и семиотики» // Известия РАН. Серия литературы и языка. — 2008. — Т. 67, № 4. — С. 78—79. — ISSN 0321-1711.
- Ekaterina Velmezova. Discussing Some General Criteria for Evaluating Scholarly Work in the Light of Studying Marrism: On the occasion of Brandist (2008) (англ.) // Historiographia Linguistica. — 2009. — Vol. 36, no. 1. — P. 193—197. — ISSN 0302-5160.
- Ekaterina Velmezova. Le dialogue bakhtinien: entre «nouveauté terminologique» et obstacle épistémologique (фр.) // Cahiers de praxématique. — 2011. — Vol. 57. — P. 31—50. — ISBN 978-2-36781-029-4. — ISSN 0765-4944.
- Ekaterina Velmezova. Un nom perdu derrière des théories: W. von Humboldt chez N. Marr (фр.) // Humboldt en Russie (Cahiers de l’ILSL)  / Sériot P. — Lausanne: Institut de linguistique et des sciences du langage, 2012. — No 33. — P. 209—222. — ISSN 1019-9446.
- Kalevi Kull, Ekaterina Velmezova. What is the main challenge for contemporary semiotics? (англ.) // Sign Systems Studies. — 2014. — Vol. 42. — P. 530—548. — ISSN 1406-4243.

#### Сборники
- L’École sémiotique de Moscou-Tartu / Tartu-Moscou : Histoire. Épistémologie. Actualité / Ekaterina Velmezova. — Slavica Occitania. — Toulouse: Université de Toulouse-Le Mirail, 2015. — Vol. 40. — ISBN 978-2-9538558-9-0. Архивировано 5 октября 2015 года.
- Velmezova, Ekaterina; Fadda, Emanuele (eds.) 2022. Ferdinand de Saussure today: Semiotics, history, epistemology (Sign Systems Studies 50/1.) Tartu: University of Tartu Press.

#### Публикации
- Екатерина Вельмезова. Чех, Лех и Рус: В поисках мифических первопредков // «Родина». — 2001. — Вып. 1/2. — С. 26—28. Архивировано из оригинала 26 января 2013 года.